# Université d'État de Middle Tennessee
L’université d'État de Middle Tennessee (en anglais : Middle Tennessee State University, MTSU ou MT) est une université publique américaine située à Murfreesboro, dans le Tennessee. Elle a été fondée en 1911.

## Sports
L'université possède une section sportive, se nommant le Blue Raiders de Middle Tennessee.